# Mlaras
Mlaras is een bestuurslaag in het regentschap Jombang van de provincie Oost-Java, Indonesië. Mlaras telt 3321 inwoners (volkstelling 2010).